# Ромуальд I (герцог Беневенто)
Ромуальд I (лат. Romuald I, итал. Romoaldo I; умер в 687) — герцог Беневенто (662—687) из рода Гаузы.

## Биография
Ромуальд I стал герцогом Беневенто в 662 году, после того как его отец Гримоальд I захватил престол Лангобардского королевства.
Ромуальд обручил свою сестру Гизу с византийским императором Константом II. Это не помешало византийцам в 663 году начать войну с лангобардами. Во время осады Беневенто Ромуальд оборонял город до тех пора, пока его отец Гримоальд не привёл подкрепление, в результате чего византийцы вынуждены снять осаду с Беневенто. После этого Ромуальд взял Бриндизи и Таранто, тем самым существенно уменьшив присутствие Византии в Южной Италии.
При Ромуальде I в Южную Италию переселилось болгарское племя хана Альцека, осевшее в районе Сепино, Бояно и Изернии.
Ромуальд был женат на Теодраде, дочери фриульского герцога Лупа. От брака с ней он имел трёх сыновей: Гримоальда, который ему наследовал, Гизульфа, ставшего герцогом Беневенто позже, и Арехиса.